# Silkesmusseron
Silkesmusseron (Tricholoma columbetta) är en svamp i familjen Tricholomataceae och klassas som en matsvamp.
Dess mykorrhiza bildar den företrädesvis med björk (Betula spp.), ek (Quercus robur), bok (Fagus sylvatica) och avenbok (Carpinus betulus), men även andra lövträd. Fruktkropparna bildas från sensommaren till hösten.
Arten finns i Europa och Nordamerika och södra och mellersta Sverige.

## Utseende
Silkesmusseron är vit till gräddvit, sidenglänsande och klibbar vid väta. Skivorna är lätt naggade längst ut vid den så kallade eggen. Musseronen har ofta en böjd fot, som på äldre exemplar får blågröna fläckar vid basen. Hatten kan få blå, gröna eller rosaaktiga fläckar.
Arten blir normalt 5–15 cm hög och 5–10 cm över hatten. Foten blir vanligen 4–10 cm hög och 1–3 cm i diameter. Sporerna är ovala och färgar vitt, ibland något rosaaktigt.
Då svampen är vit med vita skivor kan den för en ovan svampplockare förväxlas med till exempel vit flugsvamp (Amanita virosa). Andra, mer lika, förväxlingsarter är luktmusseron (T. inamoeum), rättikmusseron (T. album) eller såpmusseron (T. saponaceum) och arter i släktet Leucopaxillus, såsom barrmusseron (L. cerealis) eller besk barrmusseron (L. alboalutaceus).

### Webbkällor
- ”Rogers mushrooms - Tricholoma columbetta Mushroom”. Arkiverad från originalet den 3 mars 2016. https://web.archive.org/web/20160303165522/http://www.rogersmushrooms.com/gallery/DisplayBlock~bid~6856.asp. Läst 23 september 2009.
- ”gąska gołębia - Tricholoma columbetta”. http://www.grzyby.pl/gatunki/Tricholoma_columbetta.htm. Läst 23 september 2009.